# قانون تجارت ایران
قانون تجارت (بازرگانی) ایران مهم‌ترین مجموعه مدون قوانین مربوط به امور بازرگانی در ایران است که اساس حقوق بازرگانی در ایران را تشکیل می‌دهد. این قانون در سیزدهم اردیبهشت ماه سال ۱۳۱۱ (۳ می ۱۹۳۲)در ششصد ماده توسط مجلس شورای ملی تصویب شد. این قانون بر مبنای قانون بازرگانی ۱۸۰۷ فرانسه (معروف به کد ناپلئون) تهیه و تنظیم شده است و قریب به اتفاق حقوقدانان ایرانی قانون مذکور را ناکافی و بیش از اندازه ناقص و مبهم می‌دانند.
به‌جز در مورد شرکت‌های سهامی (که مقررات لایحه اصلاحی سال ۱۳۴۷ مجراست) و برخی مقررات مربوط به دلالی و ورشکستگی بقیه مقررات این قانون به قوت خود باقی است.

## موضوعات
در این قانون اصول مربوط به معاملات بازرگانی، دفاتر تجارتی، اسناد تجاری و چک، دلالی، حق العمل کاری، قرارداد حمل و نقل، قائم مقام تجارتی و سایر نمایندگان بازرگانی، ضمانت، ورشکستگی، اسم تجارتی و شخصیت حقوقی و شرکت تجاری بیان می‌شود.

## لایحه اصلاح قسمتی از قانون تجارت
مقررات راجع به شرکت سهامی در مواد ۲۱ تا ۹۳ قانون تجارت مصوب ۱۳۱۱ بیان شده بود، اما در سال ۱۳۴۷ لایحه قانونی اصلاح قسمتی از قانون تجارت، در رابطه با شرکت‌های سهامی عام و خاص، در قالب ۳۰۰ ماده به تصویب رسید؛ پس از تصویب لایحه قانونی اصلاح قسمتی از قانون تجارت در سال ۱۳۴۷، مواد ۲۱ تا ۹۳ قانون تجارت دیگر در خصوص شرکت‌های سهامی عام و خاص کاربرد ندارد.